# Lock Springs
Lock Springs – wieś w Stanach Zjednoczonych, w stanie Missouri, w hrabstwie Daviess.